# El Serral (Cabrera d'Anoia)
El Serral és una serra situada al municipi de Cabrera d'Anoia a la comarca de l'Anoia, amb una elevació màxima de 381 metres.